# Tour de France 2007/Zawodnicy
Spis zawodników biorących udział w Tour de France 2007.
Legenda:
- : Zwycięstwo etapowe
- : Maillot jaune Lider wyścigu
- : Maillot vert Lider klasyfikacji punktowej
- : Biała koszulka w czerwone grochy Lider klasyfikacji górskiej
- : Maillot blanc Lider klasyfikacji młodzieżowej
- : Najbardziej waleczny kolarz

Informacje odnośnie do posiadania koszulek odnoszą się do etapów, na których dany kolarz jechał w danej koszulce lub prowadził w danej klasyfikacji (w przypadku posiadania dwóch koszulek). Identycznie sprawa wygląda w kwestii czerwonego numeru startowego najbardziej aktywnego kolarza.

## Caisse d’Epargne(Hiszpania)
Dyrektor sportowy: Eusebio Unzue
| Nr | Zawodnik                   | Narodowość | Uwagi                                   |
| -- | -------------------------- | ---------- | --------------------------------------- |
| 11 | Óscar Pereiro              | Hiszpania  | 10. miejsce                             |
| 12 | David Arroyo               | Hiszpania  | 13. miejsce                             |
| 13 | José Vicente García Acosta | Hiszpania  | 91. miejsce                             |
| 14 | José Iván Gutiérrez        | Hiszpania  | 22. miejsce                             |
| 15 | Władimir Karpiec           | Rosja      | 14. miejsce                             |
| 16 | Francisco Pérez Sanchez    | Hiszpania  | 72. miejsce                             |
| 17 | Nicolas Portal             | Francja    | 57. miejsce                             |
| 18 | Alejandro Valverde         | Hiszpania  | 6. miejsce                              |
| 19 | Xabier Zandio              | Hiszpania  | Wycofał się podczas 4. etapu po upadku. |

## T-Mobile Team(Niemcy)
Dyrektor sportowy: Brian Holm
| Nr | Zawodnik         | Narodowość      | Uwagi                                                                        |
| -- | ---------------- | --------------- | ---------------------------------------------------------------------------- |
| 21 | Michael Rogers   | Australia       | Wycofał się podczas 8. etapu po upadku (zwichnięcie prawego barku).          |
| 22 | Marcus Burghardt | Niemcy          | 127. miejsce                                                                 |
| 23 | Mark Cavendish   | Wielka Brytania | Wycofał się podczas 8. etapu.                                                |
| 24 | Bernhard Eisel   | Austria         | 121. miejsce                                                                 |
| 25 | Linus Gerdemann  | Niemcy          | : 7. etap; : 8. etap; : 8. i 9. etap; : 8. etap; 36. miejsce                 |
| 26 | Bert Grabsch     | Niemcy          | 105. miejsce                                                                 |
| 27 | Kim Kirchen      | Luksemburg      | 7. miejsce                                                                   |
| 28 | Axel Merckx      | Belgia          | 62. miejsce                                                                  |
| 29 | Patrik Sinkewitz | Niemcy          | Nie przystąpił do 9. etapu po zderzeniu z widzem na 8. etapie (złamany nos). |

## Team CSC(Dania)
Dyrektor sportowy: Kim Andersen
| Nr | Zawodnik              | Narodowość        | Uwagi |
| -- | --------------------- | ----------------- | --- |
| 31 | Carlos Sastre         | Hiszpania         | 4. miejsce |
| 32 | Kurt Asle Arvesen     | Norwegia          | 67. miejsce |
| 33 | Fabian Cancellara     | Szwajcaria        | : Prolog i 3. etap; : 1. – 7. etap; : 1. etap; 100. miejsce                                                                                |
| 34 | Iñigo Cuesta          | Hiszpania         | 51. miejsce |
| 35 | Stuart O’Grady        | Australia         | Wycofał się podczas 8. etapu po groźnym upadku (5 złamanych żeber, 3 złamane kręgi, złamana łopatka i obydwa obojczyki, zapadnięte płuco). |
| 36 | Fränk Schleck         | Luksemburg        | 17. miejsce |
| 37 | Christian Vande Velde | Stany Zjednoczone | 25. miejsce |
| 38 | Jens Voigt            | Niemcy            | : 18. etap; 28. miejsce |
| 39 | David Zabriskie       | Stany Zjednoczone | Przekroczył limit czasu na 11. etapie. |

## Predictor-Lotto(Belgia)
Dyrektor sportowy: Herman Frison
| Nr | Zawodnik           | Narodowość        | Uwagi                                                                           |
| -- | ------------------ | ----------------- | ------------------------------------------------------------------------------- |
| 41 | Cadel Evans        | Australia         | 2. miejsce                                                                      |
| 42 | Mario Aerts        | Belgia            | 70. miejsce                                                                     |
| 43 | Dario Cioni        | Włochy            | 56. miejsce                                                                     |
| 44 | Christopher Horner | Stany Zjednoczone | 15. miejsce                                                                     |
| 45 | Leif Hoste         | Belgia            | 110. miejsce                                                                    |
| 46 | Robbie McEwen      | Australia         | : 1. etap; : 2. etap; Przekroczył limit czasu na 8. etapie.                     |
| 47 | Fred Rodriguez     | Stany Zjednoczone | Wycofał się podczas 15. etapu z powodu problemów zaburzeń żołądkowo-jelitowych. |
| 48 | Johan Vansummeren  | Belgia            | 63. miejsce                                                                     |
| 49 | Wim Vansevenant    | Belgia            | 141. miejsce                                                                    |

## Rabobank(Holandia)
Dyrektor sportowy: Erik Breukink
| Nr | Zawodnik            | Narodowość | Uwagi |
| -- | ------------------- | ---------- | --- |
| 51 | Dienis Mieńszow     | Rosja      | Wycofał się podczas 17. etapu (decyzja osobista).                                                                                      |
| 52 | Michael Boogerd     | Holandia   | 12. miejsce |
| 53 | Bram de Groot       | Holandia   | 134. miejsce |
| 54 | Thomas Dekker       | Holandia   | 35. miejsce |
| 55 | Juan Antonio Flecha | Hiszpania  | 85. miejsce |
| 56 | Óscar Freire        | Hiszpania  | Nie przystąpił do 7. etapu z powodu bólów od siodełka.                                                                                 |
| 57 | Grischa Niermann    | Niemcy     | 86. miejsce |
| 58 | Michael Rasmussen   | Dania      | : 8. i 16. etap; : 9. – 17. etap; : 9. – 16. etap; : 9. etap; Nie przystąpił do 17. etapu ze względu na oszukiwanie szefostwa drużyny. |
| 59 | Pieter Weening      | Holandia   | 128. miejsce |

## AG2R Prévoyance(Francja)
Dyrektor sportowy: Vincent Lavenu
| Nr | Zawodnik          | Narodowość | Uwagi                                               |
| -- | ----------------- | ---------- | --------------------------------------------------- |
| 61 | Christophe Moreau | Francja    | 37. miejsce                                         |
| 62 | José Luis Arrieta | Hiszpania  | 52. miejsce                                         |
| 63 | Sylvain Calzati   | Francja    | Wycofał się podczas 11. etapu (zapalenie ścięgna).  |
| 64 | Cyril Dessel      | Francja    | Wycofał się podczas 15. etapu (przyczyna nieznana). |
| 65 | Martin Elmiger    | Szwajcaria | 74. miejsce                                         |
| 66 | John Gadret       | Francja    | 54. miejsce                                         |
| 67 | Simon Gerrans     | Australia  | 94. miejsce                                         |
| 68 | Stéphane Goubert  | Francja    | 27. miejsce                                         |
| 69 | Ludovic Turpin    | Francja    | 44. miejsce                                         |

## Euskaltel-Euskadi(Hiszpania)
Dyrektor sportowy: Gorka Gerrikagoitia
| Nr | Zawodnik        | Narodowość | Uwagi                                                                              |
| -- | --------------- | ---------- | ---------------------------------------------------------------------------------- |
| 71 | Haimar Zubeldia | Hiszpania  | 5. miejsce                                                                         |
| 72 | Igor Antón      | Hiszpania  | Wycofał się podczas 11. etapu (przyczyna nieznana).                                |
| 73 | Mikel Astarloza | Hiszpania  | 9. miejsce                                                                         |
| 74 | Jorge Azanza    | Hiszpania  | 82. miejsce                                                                        |
| 75 | Iñaki Isasi     | Hiszpania  | 90. miejsce                                                                        |
| 76 | Íñigo Landaluze | Hiszpania  | 43. miejsce                                                                        |
| 77 | Rubén Pérez     | Hiszpania  | 50. miejsce                                                                        |
| 78 | Amets Txurruka  | Hiszpania  | : 13. i 14. oraz 20. etap; Najbardziej waleczny kolarz całego wyścigu; 23. miejsce |
| 79 | Gorka Verdugo   | Hiszpania  | 48. miejsce                                                                        |

## Lampre-Fondital(Włochy)
Dyrektor sportowy: Fabrizio Bontempi
| Nr | Zawodnik          | Narodowość | Uwagi                                 |
| -- | ----------------- | ---------- | ------------------------------------- |
| 81 | Alessandro Ballan | Włochy     | 88. miejsce                           |
| 82 | Daniele Bennati   | Włochy     | : 17. i 20. etap; 75. miejsce         |
| 83 | Paolo Bossoni     | Włochy     | 95. miejsce                           |
| 84 | Marzio Bruseghin  | Włochy     | 41. miejsce                           |
| 85 | Claudio Corioni   | Włochy     | 126. miejsce                          |
| 86 | Danilo Napolitano | Włochy     | Przekroczył limit czasu na 8. etapie. |
| 87 | Daniele Righi     | Włochy     | 96. miejsce                           |
| 88 | Tadej Valjavec    | Słowenia   | 19. miejsce                           |
| 89 | Francisco Vila    | Hiszpania  | 29. miejsce                           |

## Team Gerolsteiner(Niemcy)
Dyrektor sportowy: Hans-Michael Holczer
| Nr | Zawodnik          | Narodowość | Uwagi        |
| -- | ----------------- | ---------- | ------------ |
| 91 | Stefan Schumacher | Niemcy     | 87. miejsce  |
| 92 | Robert Förster    | Niemcy     | 135. miejsce |
| 93 | Markus Fothen     | Niemcy     | 34. miejsce  |
| 94 | Heinrich Haussler | Niemcy     | 129. miejsce |
| 95 | Bernhard Kohl     | Austria    | 31. miejsce  |
| 96 | Sven Krauss       | Niemcy     | 137. miejsce |
| 97 | Ronny Scholz      | Niemcy     | 81. miejsce  |
| 98 | Fabian Wegmann    | Niemcy     | 60. miejsce  |
| 99 | Peter Wrolich     | Austria    | 133. miejsce |

## Crédit Agricole(Francja)
Dyrektor sportowy: Serge Beucherie
| Nr  | Zawodnik            | Narodowość    | Uwagi                                                                            |
| --- | ------------------- | ------------- | -------------------------------------------------------------------------------- |
| 101 | Thor Hushovd        | Norwegia      | : 4. etap; 139. miejsce                                                          |
| 102 | William Bonnet      | Francja       | 109. miejsce                                                                     |
| 103 | Aleksandr Boczarow  | Rosja         | 33. miejsce                                                                      |
| 104 | Anthony Charteau    | Francja       | 136. miejsce                                                                     |
| 105 | Julian Dean         | Nowa Zelandia | 107. miejsce                                                                     |
| 106 | Dmitrij Fofonow     | Kazachstan    | 26. miejsce                                                                      |
| 107 | Patrice Halgand     | Francja       | : 11. etap; 30. miejsce                                                          |
| 108 | Sébastien Hinault   | Francja       | 132. miejsce                                                                     |
| 109 | Christophe Le Mével | Francja       | Wycofał się podczas 15. etapu w związku z nieustępującymi problemami po wypadku. |

## Discovery Channel(Stany Zjednoczone)
Dyrektor sportowy: Johan Bruyneel
| Nr  | Zawodnik          | Narodowość        | Uwagi                                                                                           |
| --- | ----------------- | ----------------- | ----------------------------------------------------------------------------------------------- |
| 111 | Levi Leipheimer   | Stany Zjednoczone | : 19. etap; 3. miejsce                                                                          |
| 112 | Alberto Contador  | Hiszpania         | : 14. etap; : 18. – 20. etap; : 10. – 20. etap, Zwycięzca klasyfikacji młodzieżowej; 1. miejsce |
| 113 | Władimir Gusiew   | Rosja             | : 1. – 7. etap; 38. miejsce                                                                     |
| 114 | George Hincapie   | Stany Zjednoczone | 24. miejsce                                                                                     |
| 115 | Egoi Martínez     | Hiszpania         | 61. miejsce                                                                                     |
| 116 | Benjamín Noval    | Hiszpania         | 115. miejsce                                                                                    |
| 117 | Sérgio Paulinho   | Portugalia        | 65. miejsce                                                                                     |
| 118 | Jarosław Popowycz | Ukraina           | : 10. etap; 8. miejsce                                                                          |
| 119 | Tomas Vaitkus     | Litwa             | Nie przystąpił do 3. etapu po upadku na trasie 2. etapu (złamany kciuk).                        |

## Bouygues Télécom(Francja)
Dyrektor sportowy: Christian Guiberteau
| Nr  | Zawodnik         | Narodowość | Uwagi                                                                            |
| --- | ---------------- | ---------- | -------------------------------------------------------------------------------- |
| 121 | Pierrick Fédrigo | Francja    | 84. miejsce                                                                      |
| 122 | Stef Clement     | Holandia   | Przekroczył limit czasu na 12. etapie.                                           |
| 123 | Xavier Florencio | Hiszpania  | 46. miejsce                                                                      |
| 124 | Anthony Geslin   | Francja    | 98. miejsce                                                                      |
| 125 | Laurent Lefèvre  | Francja    | 58. miejsce                                                                      |
| 126 | Jérôme Pineau    | Francja    | 68. miejsce                                                                      |
| 127 | Matthieu Sprick  | Francja    | : 5. etap; Wycofał się podczas 16. etapu z powodu zaburzeń żołądkowo-jelitowych. |
| 128 | Johann Tschopp   | Szwajcaria | 93. miejsce                                                                      |
| 129 | Thomas Voeckler  | Francja    | 66. miejsce                                                                      |

## Agritubel(Francja)
Dyrektor sportowy: Denis Leproux
| Nr  | Zawodnik                | Narodowość | Uwagi                                                            |
| --- | ----------------------- | ---------- | ---------------------------------------------------------------- |
| 131 | Juan Miguel Mercado     | Hiszpania  | 80. miejsce                                                      |
| 132 | Freddy Bichot           | Francja    | Najbardziej aktywny kolarz na ostatnim, 20. etapie; 102. miejsce |
| 133 | Moisés Dueñas           | Hiszpania  | 39. miejsce                                                      |
| 134 | Romain Feillu           | Francja    | Wycofał się podczas 8. etapu (przyczyna nieznana).               |
| 135 | Eduardo Gonzalo Ramírez | Hiszpania  | Wycofał się podczas 1. etapu. z powodu wypadku.                  |
| 136 | Cédric Hervé            | Francja    | Przekroczył limit czasu podczas 8. etapu.                        |
| 137 | Nicolas Jalabert        | Francja    | 114. miejsce                                                     |
| 138 | Benoît Salmon           | Francja    | 125. miejsce                                                     |
| 139 | Nicolas Vogondy         | Francja    | 92. miejsce                                                      |

## Cofidis(Francja)
Dyrektor sportowy: Francis Van Londersele
| Nr  | Zawodnik          | Narodowość      | Uwagi |
| --- | ----------------- | --------------- | --- |
| 141 | Sylvain Chavanel  | Francja         | : 6. – 8. etap; : 6. etap; Nie przystąpił do 17. etapu, drużyna wycofała się z powodu dopingu u Moreniego. |
| 142 | Stéphane Augé     | Francja         | : 4 – 5 etap; : 2. etap; Nie przystąpił do 17. etapu, drużyna wycofała się z powodu dopingu u Moreniego.   |
| 143 | Geoffroy Lequatre | Francja         | Nie przystąpił do 6. etapu z powodu kontuzji palców.                                                       |
| 144 | Cristian Moreni   | Włochy          | Zdyskwalifikowany przed startem 17 etapu, pozytywny wynik testów antydopingowych z 11. etapu.              |
| 145 | Nick Nuyens       | Belgia          | Nie przystąpił do 17. etapu, drużyna wycofała się z powodu dopingu u Moreniego.                            |
| 146 | Iván Parra        | Kolumbia        | Wycofał się podczas 8. etapu z powodu zaburzeń żołądkowo-jelitowych.                                       |
| 147 | Staf Scheirlinckx | Belgia          | Nie przystąpił do 17. etapu, drużyna wycofała się z powodu dopingu u Moreniego.                            |
| 148 | Rik Verbrugghe    | Belgia          | Nie przystąpił do 17. etapu, drużyna wycofała się z powodu dopingu u Moreniego.                            |
| 149 | Bradley Wiggins   | Wielka Brytania | : 7. etap; Nie przystąpił do 17. etapu, drużyna wycofała się z powodu dopingu u Moreniego.                 |

## Liquigas(Włochy)
Dyrektor sportowy: Dario Mariuzzi
| Nr  | Zawodnik             | Narodowość      | Uwagi                                                     |
| --- | -------------------- | --------------- | --------------------------------------------------------- |
| 151 | Filippo Pozzato      | Włochy          | : 5. etap; Nie przystąpił do 15. etapu z powodu gorączki. |
| 152 | Michael Albasini     | Szwajcaria      | 59. miejsce                                               |
| 153 | Manuel Beltrán       | Hiszpania       | 18. miejsce                                               |
| 154 | Kjell Carlström      | Finlandia       | 76. miejsce                                               |
| 155 | Murilo Fischer       | Brazylia        | 101. miejsce                                              |
| 156 | Aleksander Kuszyński | Białoruś        | 89. miejsce                                               |
| 157 | Manuel Quinziato     | Włochy          | 113. miejsce                                              |
| 158 | Charles Wegelius     | Wielka Brytania | 45. miejsce                                               |
| 159 | Frederik Willems     | Belgia          | 73. miejsce                                               |

## Française des Jeux(Francja)
Dyrektor sportowy: Marc Madiot
| Nr  | Zawodnik           | Narodowość | Uwagi                                                                          |
| --- | ------------------ | ---------- | ------------------------------------------------------------------------------ |
| 161 | Sandy Casar        | Francja    | : 18. etap;: 19. etap; 71. miejsce                                             |
| 162 | Sébastien Chavanel | Francja    | 130. miejsce                                                                   |
| 163 | Mickaël Delage     | Francja    | 117. miejsce                                                                   |
| 164 | Rémy Di Grégorio   | Francja    | Nie przystąpił do 5. etapu z powodu złamania łokcia na 4. etapie w wypadku.    |
| 165 | Philippe Gilbert   | Belgia     | Nie przystąpił do 15. etapu z powodu zaburzeń żołądkowo-jelitowych i gorączki. |
| 166 | Lilian Jégou       | Francja    | 97. miejsce                                                                    |
| 167 | Matthieu Ladagnous | Francja    | : 4. etap; 112. miejsce                                                        |
| 168 | Thomas Lövkvist    | Szwecja    | 64. miejsce                                                                    |
| 169 | Benoît Vaugrenard  | Francja    | : 12. etap; 83. miejsce                                                        |

## Quick Step-Innergetic(Belgia)
Dyrektor sportowy: Wilfried Peeters
| Nr  | Zawodnik           | Narodowość | Uwagi                                                                                      |
| --- | ------------------ | ---------- | ------------------------------------------------------------------------------------------ |
| 171 | Tom Boonen         | Belgia     | : 6. i 12. etap; 3. – 5. i 7. – 20. etap, Zwycięzca w klasyfikacji punktowej; 119. miejsce |
| 172 | Carlos Barredo     | Hiszpania  | 42. miejsce                                                                                |
| 173 | Steven De Jongh    | Holandia   | 123. miejsce                                                                               |
| 174 | Juan Manuel Gárate | Hiszpania  | 21. miejsce                                                                                |
| 175 | Sébastien Rosseler | Belgia     | 104. miejsce                                                                               |
| 176 | Gert Steegmans     | Belgia     | : 2. etap; 138. miejsce                                                                    |
| 177 | Bram Tankink       | Holandia   | 40. miejsce                                                                                |
| 178 | Matteo Tosatto     | Włochy     | 108. miejsce                                                                               |
| 179 | Cédric Vasseur     | Francja    | : 10. etap; 55. miejsce                                                                    |

## Team Milram(Włochy)
Dyrektor sportowy: Vittorio Algeri
| Nr  | Zawodnik              | Narodowość | Uwagi                                                                  |
| --- | --------------------- | ---------- | ---------------------------------------------------------------------- |
| 181 | Erik Zabel            | Niemcy     | : 6. etap; 79. miejsce                                                 |
| 182 | Alessandro Cortinovis | Włochy     | 122. miejsce                                                           |
| 183 | Ralf Grabsch          | Niemcy     | 116. miejsce                                                           |
| 184 | Andrij Hriwko         | Ukraina    | 78. miejsce                                                            |
| 185 | Christian Knees       | Niemcy     | 47. miejsce                                                            |
| 186 | Brett Lancaster       | Australia  | Wycofał się podczas 5. etapu z powodu żołądkowo-jelitowych.            |
| 187 | Alberto Ongarato      | Włochy     | Wycofał się podczas 12. etapu z powodu kontuzji odniesionej w kraksie. |
| 188 | Enrico Poitschke      | Niemcy     | 131. miejsce                                                           |
| 189 | Marcel Sieberg        | Niemcy     | : 3. etap; 120. miejsce                                                |

## Team Astana(Szwajcaria)
Dyrektor sportowy: Mario Kummer
| Nr  | Zawodnik            | Narodowość | Uwagi |
| --- | ------------------- | ---------- | --- |
| 191 | Aleksandr Winokurow | Kazachstan | : 13. i 15. etap; : 16. etap; Nie przystąpił do 16. etapu z powodu upublicznienia informacji o pozytywnym wyniku testu antydopingowego. |
| 192 | Antonio Colom       | Hiszpania  | : 15. etap; Nie przystąpił do 16. etapu, drużyna wycofała się z powodu afery dopingowej związanej z Winokurowem.                        |
| 193 | Maksym Igliński     | Kazachstan | Nie przystąpił do 16. etapu, drużyna wycofała się z powodu afery dopingowej związanej z Winokurowem.                                    |
| 194 | Siergiej Iwanow     | Rosja      | Nie przystąpił do 16. etapu, drużyna wycofała się z powodu afery dopingowej związanej z Winokurowem.                                    |
| 195 | Andriej Kaszeczkin  | Kazachstan | Nie przystąpił do 16. etapu, drużyna wycofała się z powodu afery dopingowej związanej z Winokurowem.                                    |
| 196 | Andreas Klöden      | Niemcy     | Nie przystąpił do 16. etapu, drużyna wycofała się z powodu afery dopingowej związanej z Winokurowem.                                    |
| 197 | Daniel Navarro      | Hiszpania  | Nie przystąpił do 16. etapu, drużyna wycofała się z powodu afery dopingowej związanej z Winokurowem.                                    |
| 198 | Grégory Rast        | Szwajcaria | Nie przystąpił do 16. etapu, drużyna wycofała się z powodu afery dopingowej związanej z Winokurowem.                                    |
| 199 | Paolo Savoldelli    | Włochy     | Nie przystąpił do 16. etapu, drużyna wycofała się z powodu afery dopingowej związanej z Winokurowem.                                    |

## Saunier Duval-Prodir(Hiszpania)
Dyrektor sportowy: Joxean Fernandez
| Nr  | Zawodnik               | Narodowość      | Uwagi                                                                                  |
| --- | ---------------------- | --------------- | -------------------------------------------------------------------------------------- |
| 201 | David Millar           | Wielka Brytania | : 2. i 3. etap; 69. miejsce                                                            |
| 202 | Iker Camaño            | Hiszpania       | 53. miejsce                                                                            |
| 203 | David Cañada           | Hiszpania       | 103. miejsce                                                                           |
| 204 | Juan José Cobo         | Hiszpania       | 20. miejsce                                                                            |
| 205 | David de la Fuente     | Hiszpania       | 49. miejsce                                                                            |
| 206 | Rubén Lobato           | Hiszpania       | Nie przystąpił do 7. etapu z powodu śmierci krewnego.                                  |
| 207 | Iban Mayo              | Hiszpania       | 16. miejsce                                                                            |
| 208 | Christophe Rinero      | Francja         | 77. miejsce                                                                            |
| 209 | Francisco José Ventoso | Hiszpania       | Nie przystąpił do 14. etapu z powodu kontuzji ręki odniesionej w upadku na 11. etapie. |

## Team Barloworld(Wielka Brytania)
Dyrektor sportowy: Alberto Volpi
| Nr  | Zawodnik             | Narodowość        | Uwagi                                                                                 |
| --- | -------------------- | ----------------- | ------------------------------------------------------------------------------------- |
| 211 | Aleksander Jefimkin  | Rosja             | 99. miejsce                                                                           |
| 212 | Félix Cárdenas       | Kolumbia          | 106. miejsce                                                                          |
| 213 | Giampaolo Cheula     | Włochy            | 111. miejsce                                                                          |
| 214 | Enrico Degano        | Włochy            | Wycofał się w trakcie 7. etapu z powodu kontuzji odniesionej w upadku na 6. etapie.   |
| 215 | Geraint Thomas       | Wielka Brytania   | 140. miejsce                                                                          |
| 216 | Robert Hunter        | Południowa Afryka | : 11. etap; 118. miejsce                                                              |
| 217 | Paolo Longo Borghini | Włochy            | 124. miejsce                                                                          |
| 218 | Kanstancin Siucou    | Białoruś          | 32. miejsce                                                                           |
| 219 | Mauricio Soler       | Kolumbia          | : 9. etap; : 17. – 20. etap, Zwycięzca klasyfikacji górskiej; : 17. etap; 11. miejsce |